# Epigeneium fuscescens
Epigeneium fuscescens là một loài thực vật có hoa trong họ Lan. Loài này được (Griff.) Summerh. mô tả khoa học đầu tiên năm 1957.